# غلوريا كابرال
غلوريا كابرال هي مهندسة معمارية برازيلية-باراغواي، وشريك فخري لشركة غابينيت أركويتكشورا.

## السنوات المبكرة
ولدت غلوريا كابرال في ساو باولو بالبرازيل عام 1982. في سن السادسة انتقلت مع عائلتها إلى أسونسيون، باراغواي. درست الهندسة المعمارية في جامعة أسونسيون الوطنية. قبل أن تنهي دراستها الجامعية في عام 2003 انضمت إلى شركة غابينيت أركويتكشورا. في ذلك الوقت تقاعد أحد الشركاء وشكلت كابرال إلى جانب متدربين آخرين مجموعة أصبحت شريكًا في الاستوديو. أصبح كابرال والعضو المؤسس سولانو بينيتيز أيضًا شريكين.

## الحياة المهنية
جلوريا كابرال عضوة في شركة غابينيت أركويتكشورا منذ عام 2004. تديرها حاليًا مع سولانو بينيتيز وابنه سولانيتو.
في عام 2014 تم اختيار كابرال من قبل المهندس المعماري السويسري بيتر زومثور لتمثيله كجزء من مبادرة رولكس مينتور وبروتيج آرتس 2014-2015. نشأ اختيارها من خلال بحث أجرته الشركة السويسرية بين المواهب الشابة حول العالم. كانت واحدة من أربعة مرشحين نهائيين في فئة الهندسة المعمارية، والمرأة الوحيدة التي تم اختيارها. في ذلك العام سافرت إلى سويسرا عدة مرات وعملت مع زومثور على تصميم مقهى في كوريا الجنوبية.

## الجوائز
- كانت مسؤولة عن مشروع مركز إعادة تأهيل الأطفال الذي فاز في عام 2010 بالجائزة الأولى لـ بينالي عموم أمريكا في فئة إعادة التأهيل وإعادة التدوير.
- في عام 2016 فازت مع شركائها بجائزة الأسد الذهبي لبينالي البندقية للعمارة، لأفضل مشاركة في المعرض الدولي.
- في عام 2018 حصلت على جائزة مويرا جيميل للعمارة الناشئة، وهي إحدى جوائز المرأة في الهندسة المعمارية.[6]